# Marla-Gletscher
Der Marla-Gletscher (bulgarisch ледник Марла lednik Marla) ist ein 14 km langer und 1,5 km breiter Gletscher im Süden der Trinity-Halbinsel des Grahamlands auf der Antarktischen Halbinsel. Auf der Nordostseite des Detroit-Plateaus fließt er in südöstlicher Richtung entlang der Osthänge des Povien Peak, wendet sich dann in östlicher Richtung und fließt zwischen Mount Roberts und dem Bezenšek Spur zum Prinz-Gustav-Kanal.
Die bulgarische Kommission für Antarktische Geographische Namen benannte ihn 2011 nach dem Fluss Marla im Norden Bulgariens.